# مسكن

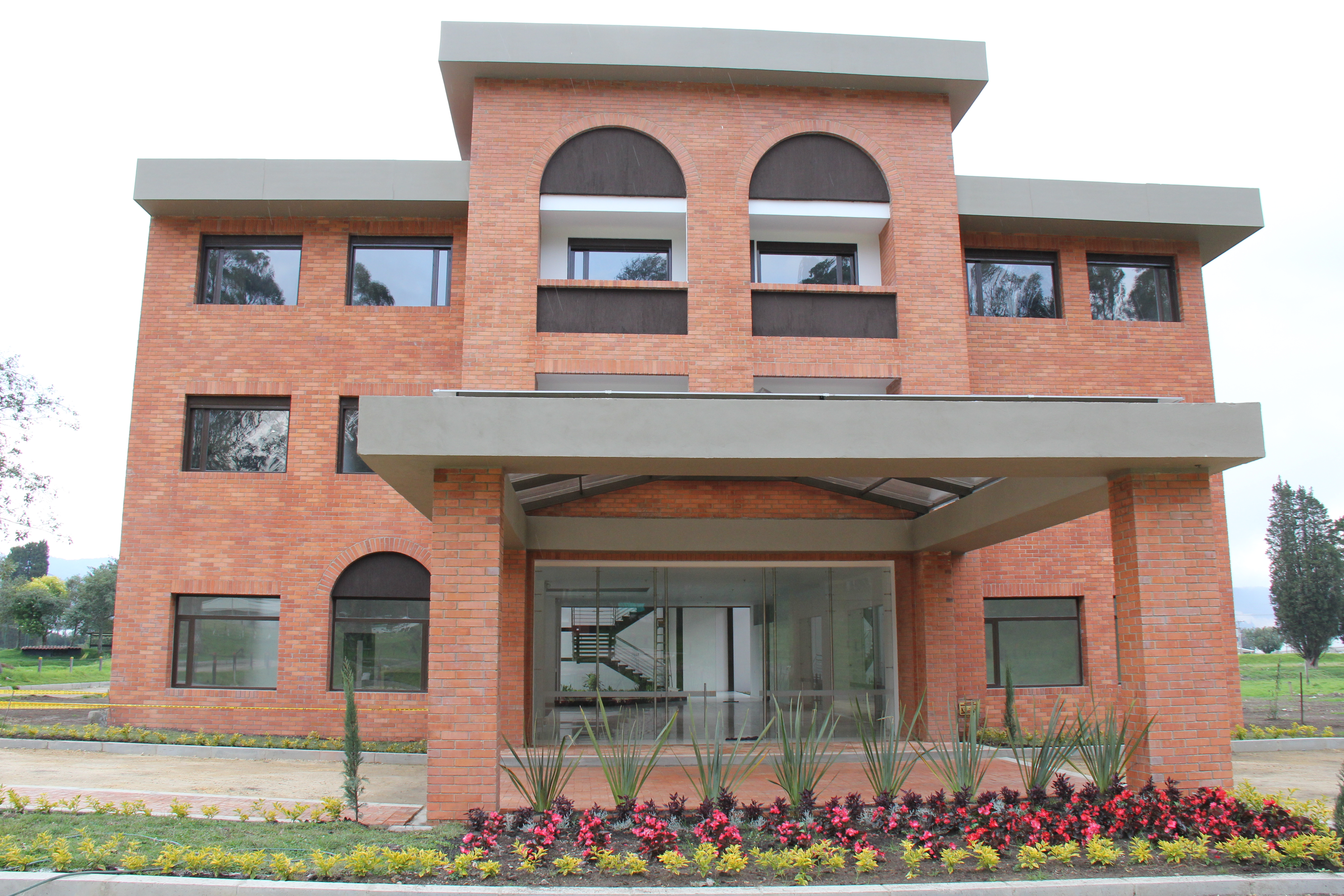
مسكن الطلاب

المسكن هو مكان الذي يتخذه الأفراد والأسر لغرض الإقامة، مثل المنازل أو الشقق السكنية، وكذلك أيضاً المنازل المتنقلة والبيوت العائمة.
يستخدم مصطلح المسكن غالباً في الإطار القانوني أو الإداري.